# Koji Murofushi
Koji Alexander Murofushi (em japonês:  室伏 アレクサンダー 広治; Numazu, 8 de outubro de 1974) é um lançador de martelo do Japão.
Em Atenas 2004, o húngaro Adrián Annus havia vencido a prova do lançamento de martelo, com Murofushi em segundo, mas, com a desclassificação de Annus por tentativa de fraude no teste anti-doping, o atleta japonês herdou o ouro.
Quatro anos depois, ele terminou a prova do lançamento de martelo em quinto lugar. Com a desclassificação de dois atletas bielorrussos (que haviam ganho prata e bronze) por doping, o japonês herdou a medalha de bronze. Porém, dessa vez, o Tribunal Arbitral do Esporte reverteu a decisão do COI em junho de 2010 e restaurou a medalha dos bielorrússos, retornando Murofushi para o quinto lugar.
Murofushi ainda acumula conquistas em Jogos Asiáticos e Campeonatos Mundiais.